# Weißdorn-Bohrfliege

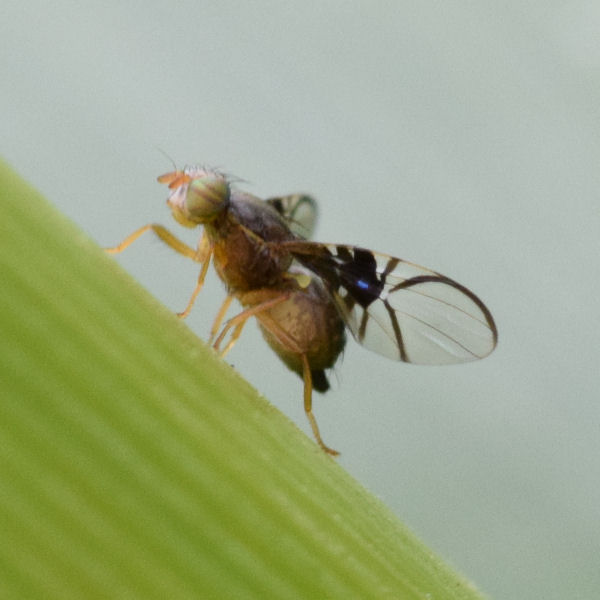
Seitenansicht

Die Weißdorn-Bohrfliege (Anomoia purmunda) ist eine Fliege aus der Familie der Bohrfliegen (Tephritidae).

## Merkmale
Die Fliegen erreichen eine Körperlänge von 4–5 mm. Sie besitzen eine markante artspezifische Flügelzeichnung. An der Basis sind die Flügel schwarz-blau gemustert mit wenigen transparenten Stellen. Die äußere Flügelhälfte ist transparent mit zwei schwarzen Streifen. Der erste Streifen verläuft quer und berührt mittig das dunkle Muster der inneren Flügelhälfte, während der zweite Streifen einen Bogen vollführt, dann entlang dem vorderen Flügelrand verläuft und schließlich an der äußersten Flügelspitze endet. Der Halsschild ist blaugrau während das Schildchen (Scutellum) und die Beine hellbraun gefärbt sind. Die Weibchen besitzen einen kurzen Legebohrer.

## Vorkommen und Lebensweise
Die Weißdorn-Bohrfliege kommt in weiten Teilen Europas vor. Sie fliegt von April bis in den August hinein in einer Generation pro Jahr. Der bevorzugte Lebensraum der Fliegenart bilden Waldränder mit Weißdornvegetation. Das Weibchen bohrt die Früchte von Weißdornen und anderen Rosengewächsen an und legt dort ihre Eier ab. Die geschlüpften Larven ernähren sich von dem Fruchtfleisch und verpuppen sich im Herbst im Erdreich.